# Kealia Watt
Kealia Watt (* 31. Januar 1992 als Kealia Mae Ohai in Draper, Utah) ist eine US-amerikanische Fußballspielerin, die zuletzt bei den Chicago Red Stars in der National Women’s Soccer League unter Vertrag stand. Zuvor spielte sie von 2014 bis 2019 für die Houston Dash.

## Karriere

### Verein
Während ihres Studiums an der University of North Carolina at Chapel Hill spielte Watt von 2010 bis 2013 für die dortige Universitätsmannschaft der North Carolina Tar Heels. Im Januar 2014 wurde sie beim College-Draft der NWSL in der ersten Runde an Position zwei von der Franchise der Houston Dash unter Vertrag genommen und debütierte dort am 12. April 2014 im Heimspiel gegen den Portland Thorns FC.
Am 7. Januar 2020 gaben die Houston Dash bekannt, dass Kealia Watt vor Start der Saison 2020 zu den Chicago Red Stars wechseln würde.

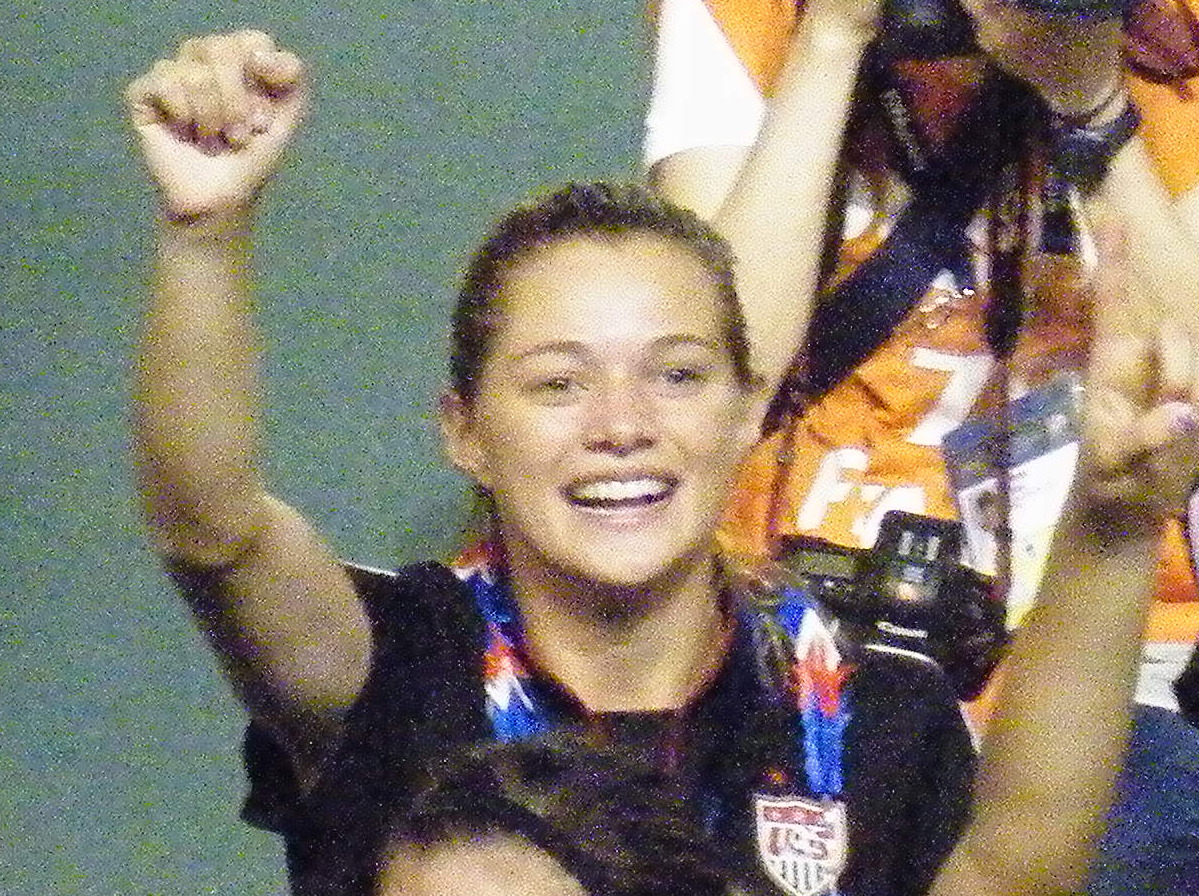
Watt nach dem Gewinn der U-20-Weltmeisterschaft 2012.

### Nationalmannschaft
Watt debütierte im Jahr 2009 in der U-20-Nationalmannschaft des US-amerikanischen Fußballverbandes und gewann mit dieser die Weltmeisterschaft 2012. Im Turnierverlauf erzielte sie sowohl im Halbfinale gegen Nigeria wie auch beim 1:0-Finalsieg über Deutschland jeweils einen Treffer. 2014 kam sie im Rahmen des Sechs-Nationen-Turniers in La Manga zu drei Einsätzen in der US-amerikanischen U-23. Ihr A-Länderspieldebüt gab Watt am 23. Oktober 2016 gegen die Schweiz. In diesem Spiel erzielte sie zudem ihr erstes Länderspieltor.

## Erfolge
- 2012: Gewinn der U-20-Weltmeisterschaft

## Privates
Watt ist mit dem Footballspieler J. J. Watt verheiratet. Ihre ältere Schwester Megan (* 1989), ist mit dem Linebacker Brian Cushing verheiratet und spielte bis ins Jahr 2009 ebenfalls als Fußballerin, für die Vereinigten Staaten im Juniorinnenbereich und im Ligabetrieb unter anderem für die W-League-Franchise der Ventura County Fusion und die USC Trojans.